# Кобань
Коба́нь (рум. Cobani) — село в Глодянском районе Молдавии. Относится к сёлам, не образующим коммуну.

## География
Село расположено на высоте 71 метров над уровнем моря.

## Население
По данным переписи населения 2004 года, в селе Кобань проживает 2609 человек (1282 мужчины, 1327 женщин).
Этнический состав села:
| Национальность | Число жителей | Процентный состав |
| -------------- | ------------- | ----------------- |
| молдаване      | 2569          | 98.47             |
| украинцы       | 16            | 0.61              |
| румыны         | 14            | 0.54              |
| русские        | 5             | 0.19              |
| гагаузы        | 2             | 0.08              |
| болгары        | 1             | 0.04              |
| прочие         | 2             | 0.08              |
| Всего          | 2609          | 100 %             |

## Археология
- Среди многочисленных керамических сосудов, обнаруженных в 2019 году на стоянке культуры Культура Кукутень (период Кукутень А) в Кобани-на скале (Cobani-Pe Stâncuță), нашли так называемый «тринокль» — керамический сосуд, найденный в могиле № 113. Он изготовлен путём соединения трёх полых сосудов. Триноклеподобные сосуды почти неизвестны на обширной территории культурного комплекса Кукутень-Триполье, где были распространены биноклеподобные ритуальные сосуды и иногда моноклеподобные[10]. Ещё один экземпляр «тринокля» происходит с поселения Флорешты V периода Кукутень B1[11][12][13].
- По сведениям Национального археологического агентства, найденный у села Кобань-на скале глиняный горшок в форме рогатого животного на четырёх ногах, пока не имеет прямых аналогов. Возраст горшка, который, предположительно, использовался для ритуалов, насчитывает ок. 7 тыс. лет[14].